# Lac Carheil
Lac Carheil är en sjö i Kanada.   Den ligger i regionen Côte-Nord och provinsen Québec, i den östra delen av landet, 1 000 km nordost om huvudstaden Ottawa. Lac Carheil ligger 570 meter över havet. Arean är 27,8 kvadratkilometer. Den sträcker sig 15,5 kilometer i nord-sydlig riktning, och 10,0 kilometer i öst-västlig riktning.
Trakten runt Lac Carheil är nära nog obefolkad, med mindre än två invånare per kvadratkilometer.